# Porzecze (rejon jaworowski)
Porzecze (hist. Porzecze Janowskie) – wieś na Ukrainie w rejonie jaworowskim należącym do obwodu lwowskiego.